# 荔枝窩

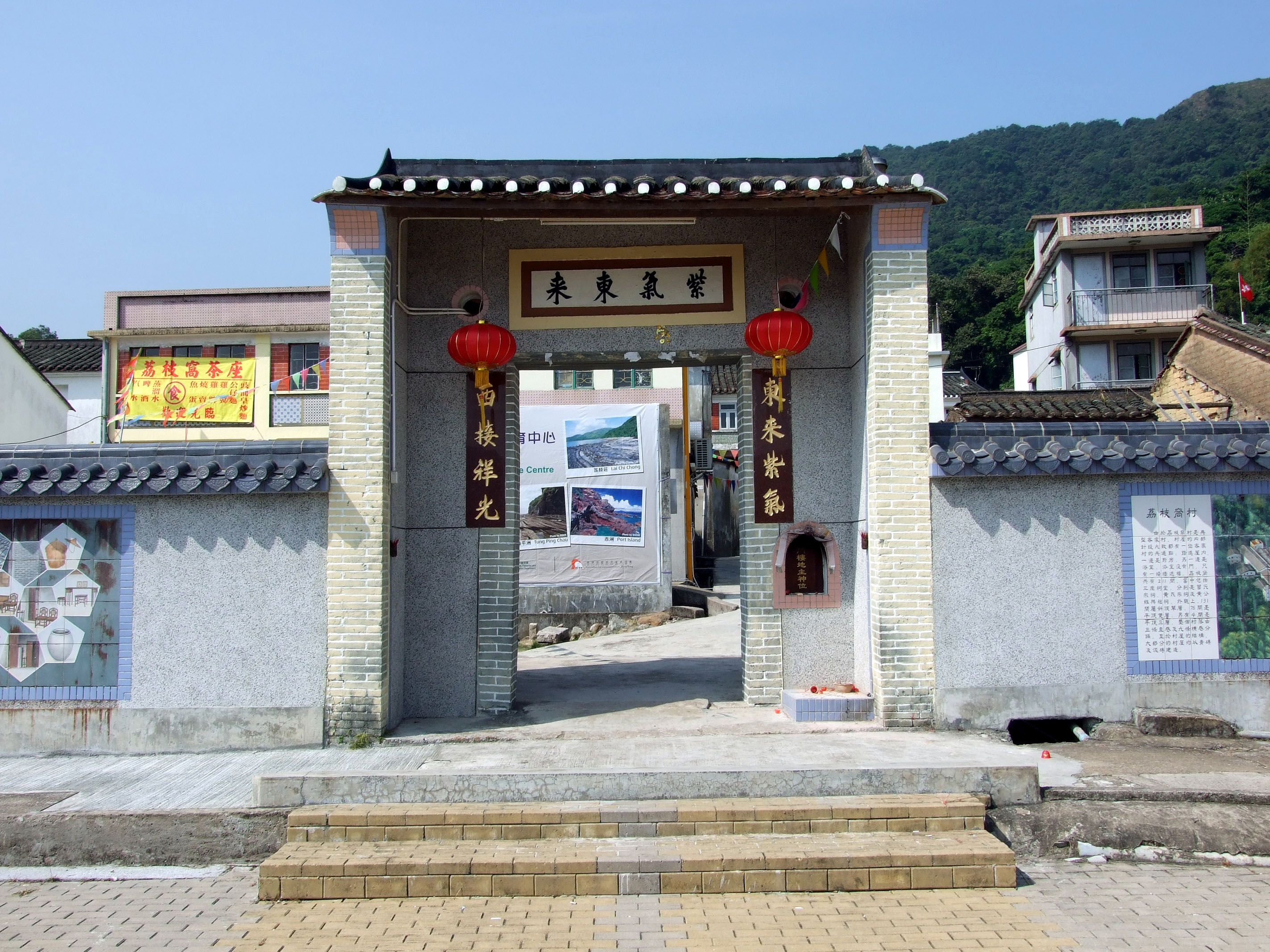
荔枝窩村入口

荔枝窩（英語：Lai Chi Wo）是香港新界北區沙頭角之一處原居民村落，毗鄰船灣郊野公園及印洲塘海岸公園，對出海灣即為吉澳海，是香港聯合國教科文組織世界地質公園的「荔枝窩自然步道」所在地。自17世紀便已有人定居；附近村落為小灘、蛤塘村（沙頭角范氏客家村落）、梅子林（曾氏村落）。

## 歷史

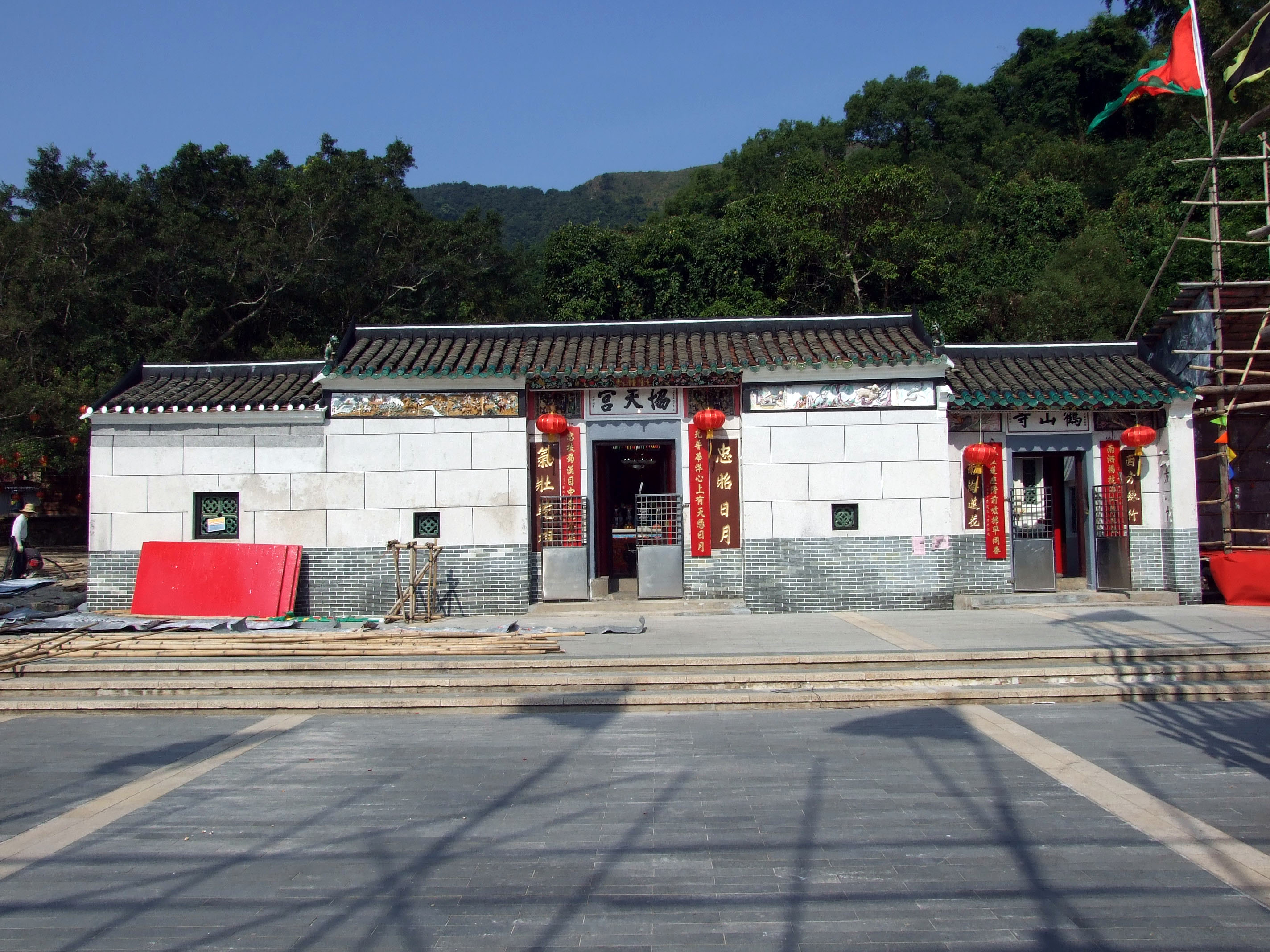
荔枝窩協天宮及鶴山寺

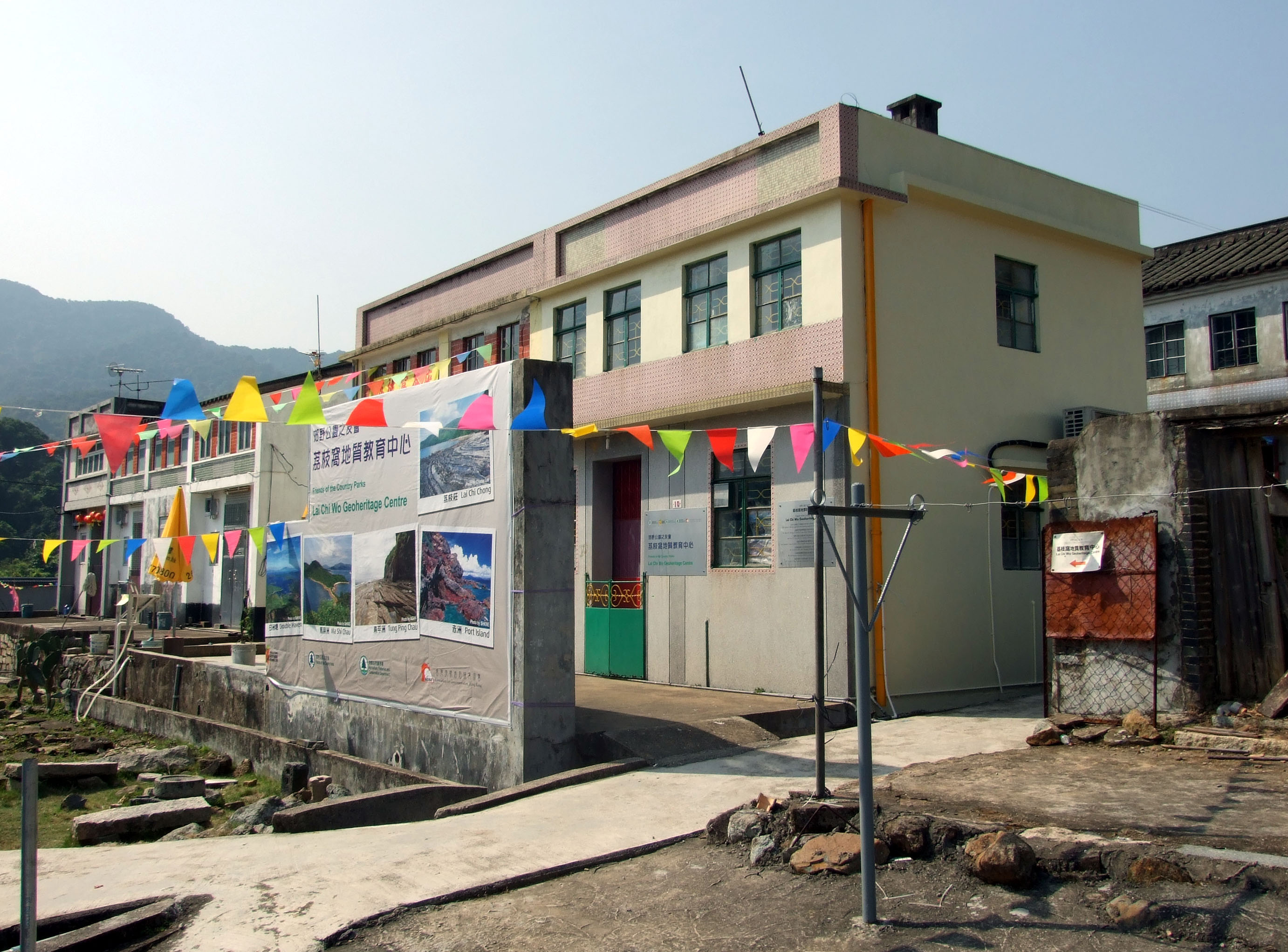
荔枝窩地質教育中心

明萬曆二十三年（1595）《粵大記》所附〈廣東沿海圖〉已記載荔枝窩之名。現時之荔枝窩落擔祖係由黃姓人士（明代末期將軍黃維德）於清初復界後由福建輾轉經過惠州、廣東永安（縣名，紫金縣舊稱，又稱隆慶，明朝隆慶年間設置)及陸豐吉康都五雲羅輋後，首先落擔於梅子林村而抵達今之地點。同期到達者有荔枝窩及西貢白沙灣村，及後再分支到鎖羅盤。
荔枝窩村屋羣呈「三縱九橫」規劃設計，前低後高，村後有客家風水林。
荔枝窩本為客家黃氏單姓大村，後來附近梅子林（沙頭角曾氏村落）部分曾姓原居民分支到荔枝窩村，使之成為雙姓村落；惟曾氏於荔枝窩村迅速添丁添女（「輕欸」、「（女恭）」），曾氏村丁數目拋離黃氏，使荔枝窩村黃氏分支到今日鎖羅盆、上水古洞客家圍等地方立村。
由香港天文台前台長林超英任主席的香港鄉郊基金，推動的「荔枝窩客家生活體驗村」項目，首批申請16間村屋改作度假屋用途，早前已獲城規會批准。2018年12月17日，香港鄉郊基金再提交第二期規劃申請，將相關地段的14間村屋，由「鄉村式發展」改作「擬議酒店（度假屋）」用途。文件指出，今次將成為計劃的最後一期規劃申請。

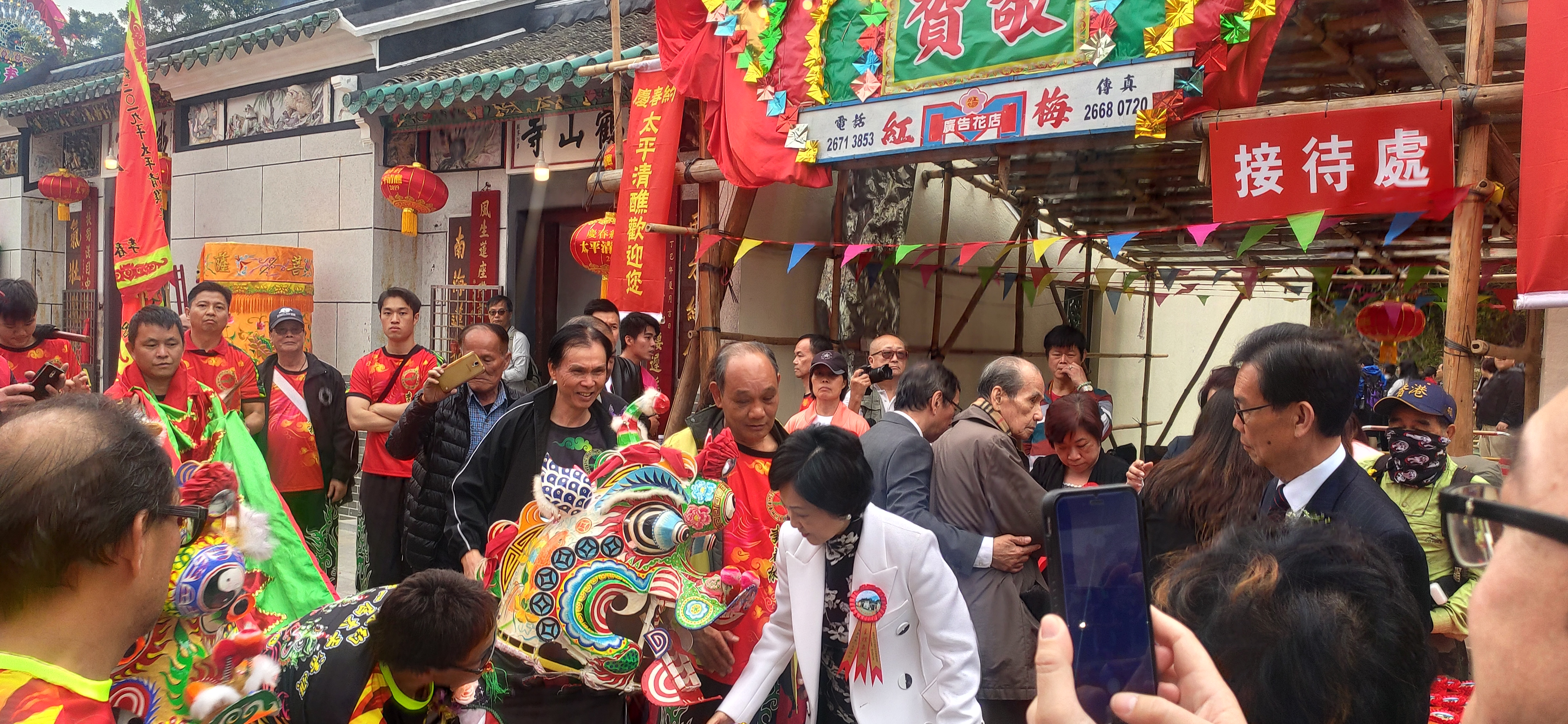
荔枝窩2019年舉行十年一度的太平清醮

2019年12月15日，沙頭角舉行十年一度的「慶春約太平清醮」，沙頭角和荔枝窩的村民隆重其事舉行一連串慶祝活動，包括道家儀式祈求未來繼續風調雨順，同時有舞獅及舞麒麟表演，也有神功戲。

## 風水林
荔枝窩特別地區內有客家人文化遺產：荔枝窩客家村民種植之風水林，主要樹種有榕樹品種。
風水林與村屋群之間舖設木棧道。

## 荔枝窩海灘
荔枝窩海灘於1979年2月16日被劃定為具特殊科學價值地點（SSSI），面積11公頃，其特色是擁有矮大葉藻的海床。

## 荔枝窩地質
屬於大帽山組：蘊含粗火山灰晶屑凝灰岩、砂岩及粉砂岩。

## 社區設施
- 小型垃圾焚化爐
- 由旱廁被改建為水廁，男女廁設有座廁馬桶各一座。
- 接近碼頭有塑膠沖水式座廁

## 交通

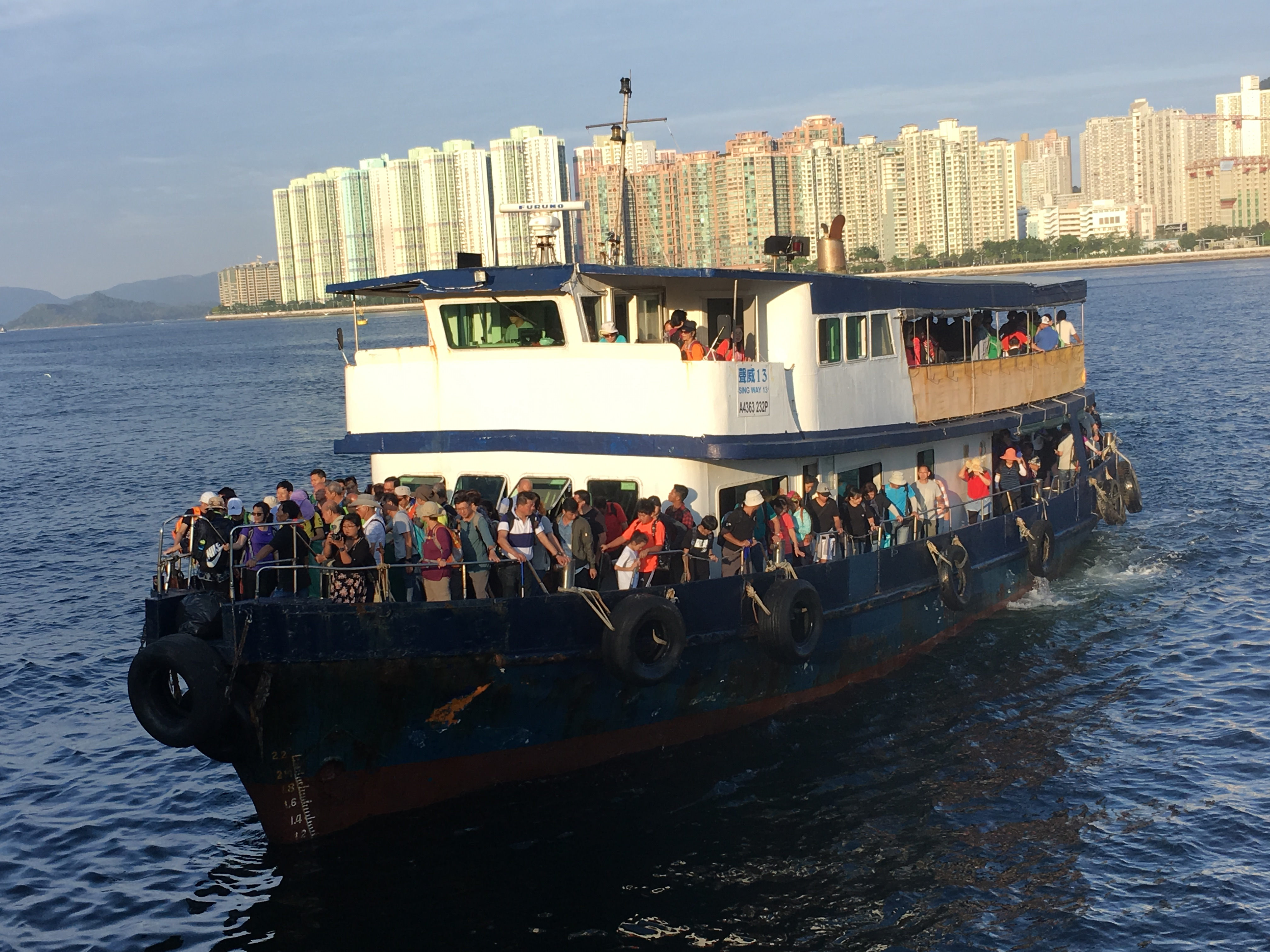
馬料水至荔枝窩航線的街渡，成為市民來往荔枝窩的交通工具

### 古道（陸路兼水路）
- 古道：往東和墟（今之沙頭角墟）
- 古道：往
- 古道：往

### 街渡（水路）
馬料水街渡：聲威船務馬料水至荔枝窩航線（只在星期六、日及公眾假期提供服務）。
荔枝窩曾有一條可載24人的街渡，除了接載荔枝窩村民外，還接載鄰村梅子林、蛤塘村民來往沙頭角。惟至50年代初，沙頭角實施禁區後，上述村莊生活困難，人口流失，多年來幾條街渡線都經營困難，直到2016年荔枝窩街渡因無人經營而停航。不過在2016年1月1日，聲威船務的荔枝窩航線開始試航服務。同年1月29日，此航線正式投入服務。09:00由馬料水開往荔枝窩；15:30由荔枝窩開往馬料水。單程票價50元，雙程票價90元。
沙頭角街渡：聲威船務沙頭角公眾碼頭（每日）

## 區議會議席分佈
由於荔枝窩人口不足以成為一個區議會選區，所以往往跟鄰近的沙頭角、鹿頸等鄉村範圍劃為同一個選區。
| 年度/範圍  | 2000-2003 | 2004-2007 | 2008-2011 | 2012-2015 | 2016-2019 | 2020-2023 | 2024-2027  |
| ---------- | --------- | --------- | --------- | --------- | --------- | --------- | ---------- |
| 整個荔枝窩 | 沙打選區  | 沙打選區  | 沙打選區  | 沙打選區  | 沙打選區  | 沙打選區  | 紅花嶺選區 |

## 註腳
1. ↑  蔡兆浚. . 香港地方志中心. （原始内容存档于2023-09-15） （中文）.
2. ↑  .   [2008-02-25]. （原始内容存档于2007-11-12）.
3. ↑  烏絞藤來回荔枝窩〔下〕08.2.9〔六〕初三——用攝影來揭視香港大自然的獨特靈性之美[]
4. ↑  「輕欸」khiang44 nge
5. ↑  「（女恭）」kiung53
6. ↑  . 頭條日報. 2018年12月18日  [2018年12月21日]. （原始内容存档于2018年12月21日）.
7. ↑  . 頭條日報. 2019年12月17日  [2019年12月18日]. （原始内容存档于2019年12月18日）.
8. 1 2  . 東方日報 (香港). 2015年12月21日  [2016年8月12日]. （原始内容存档于2016年9月14日）.
9. ↑  .   [2008-03-29]. （原始内容存档于2008-04-12）.
10. ↑  「環保生態網2007」專題文章 的存檔，存档日期2009-09-10.
11. ↑  2007年8月23日播映之香港電台電視節目《吾土吾情》第六集「客家風水林」。
12. ↑  . 香港商報. 2017年10月10日  [2021年4月8日]. （原始内容存档于2020年2月23日）.
13. ↑  . 香港商报. 2016年1月14日  [2016年8月12日]. （原始内容存档于2016年9月21日）.

## 遠足參考
- . 山上行 www.walkonhill.com. 09月2日  [2014-09-01]. （原始内容存档于2014-11-09）.

## 外部連結
- 滙豐永續鄉郊計劃 （页面存档备份，存于） 永續荔枝窩

22°30′48″N 114°16′20″E / 22.51333°N 114.27222°E